# Артуро Чано
Артуро Чано (італ. Arturo Ciano, 21 січня 1874 року, Ліворно - 31 серпня 1943 року) - італійський адмірал та підприємець.

## Біографія
Артуро Чано народився 21 січня 1874 року в Ліворно. У 1890 році вступив до Військово-морської академії, яку закінчив у 1893 році у званні гардемарина.
Ніс службу у морській артилерійській школі, потім на торпедному крейсері «Тріполі», потім на бронепалубному крейсері «Догалі» і паровому фрегаті «Палестро».
З початком італійсько-турецької війни був командиром міноносця «Кліо» у званні старшого лейтенанта. Наступного року був призначений в Артилерійське управління в Ла-Спеції.
Після вступу Італії у Першу світову війну командував есмінцем «Дзеффіро» у званні капітана III рангу.
24 травня 1915 року, через 2 години після вступу Італії у війну, «Дзеффіро» пробрався в бухту Градо, де торпедами і артилерійським вогнем пошкодив декілька моторних човнів, портові споруди та казарми.
За це Артуро Чано був нагороджений Срібною медаллю «За військову доблесть».
Під час Першої світової війни разом з Габріеле д'Аннунціо, Луїджі Ріццо, а також братами Алессандро і Костанцо брав участь в атаках торпедних човнів MAS проти австро-угорських сил у Верхній Адріатиці.
Дослужився до звання дивізійного адмірала резерву флоту.
Надалі був генеральним директором верфі «Odero-Terni-Orlando».
Артуро Чано був пов'язаний з фашистським рухом, він був цитований принаймні у 50 публікаціях.
Помер за нез'ясованих обставин. За свідченнями Фабріціо Чано, сина Галеаццо Чано помер від інфаркту під час подорожі у поїзді. Ходили чутки про самогубство.

## Нагороди
- Кавалер Савойського військового ордену (1917)
- Срібна медаль «За військову доблесть» (1916)
- Срібна медаль «За військову доблесть» (1917)
- Золотий хрест за військову вислугу
- Пам'ятна медаль італійсько-турецької війни 1911—1912
- Пам'ятна медаль Італо-австрійської війни 1915—1918
- Медаль «В пам'ять об'єднання Італії»
- Медаль Перемоги
- Орден «За заслуги у праці» (1940)